# نیشی‌یودوگاوا، اوساکا

بخش نیشی‌یودوگاوا (به ژاپنی: 西淀川区 Nishiyodogawa-ku) یکی از مناطق ۲۴ گانه اوساکا در ژاپن است.